# Camponotus tahatensis
Camponotus tahatensis é uma espécie de inseto do gênero Camponotus, pertencente à família Formicidae.